# Alexander Sidorowitsch Schapowalow
Alexander Sidorowitsch Schapowalow (russisch Александр Сидорович Шаповалов; * 28. Augustjul. / 9. September 1871greg. in Tschornaja Sloboda, Gouvernement Poltawa; † 30. April 1942) war ein russischer Metallarbeiter, Revolutionär und Autor.

## Leben
Der aus einer Bauernfamilie stammende Schapowalow schloss sich 1895 dem „Petersburger Kampfbund zur Befreiung der Arbeiterklasse“ an. Von 1896 bis 1901 befand er sich in der Verbannung in Ostsibirien. Als Mitglied der Bolschewiki nahm er an der Revolution von 1905 teil. Um einer erneuten Verhaftung zu entgehen, emigrierte er 1906 nach Belgien. Im Frühjahr 1917 konnte er zurückkehren. Nach der Oktoberrevolution war Schapowalow in mehreren Sowjets und in der Parteiarbeit tätig, so 1924 bis 1925 in der Zentralen Kontrollkommission der RKP(b). Er veröffentlichte seine Memoiren unter dem Titel „Auf dem Wege zum Marxismus: Erinnerungen eines Arbeiterrevolutionärs“. Die deutsche Ausgabe gehörte 1933 zu den von den Nazis verbrannten Büchern.